# Tacural
Tacural es una localidad y comuna argentina de la provincia de Santa Fe. Se encuentra ubicada en el departamento Castellanos, en el sector centro-oeste de la provincia.

## Población
Cuenta con 1,498 habitantes (Indec, 2010), lo que representa un incremento frente a los 1,450 habitantes (Indec, 2001) del censo anterior.
| Gráfica de evolución demográfica de Tacural entre 1991 y 2010 |
|                                                               |
| Fuente: Censos nacionales del INDEC                           |

## Toponimia
Tacural proviene del término guaraní "Tacurú", que significa: "montículo de tierra de arcilla".

## Historia
En 1892, Rodolfo Brühl, fundó en el departamento Castellanos una pequeña colonia denominada "COLONIA FRÍAS y ESTACIÓN TACURAL". Al año siguiente, el Supremo Gobierno Nacional aprueba esta fundación, época en que empezó el poblamiento rural y local.
El nombre COLONIA FRÍAS fue porque los terrenos en los que se realizó el emplazamiento fueron comprados a Domingo Frías y la denominación ESTACIÓN TACURAL refiere al término guaraní "Tacurú", que significa: "montículo de tierra arcillosa de casi un metro de altura y forma de cono que abunda en los terrenos anegadizos, que originariamente fueron hormigueros.

## Economía
Están principalmente desarrolladas la ganadería y agricultura, con producción cerealera y de oleaginosas. También se destaca la producción tambera, en el área de la lechería. Cuenta con una de las Cooperativas más grandes del país, llamada Cooperativa Limitada de Electricidad, otros Servicios Públicos y Viviendas de Tacural
.

## Fiestas
15 de agosto - Asunción de la Virgen María.
y en esas fiestas se festejan en el cineteatro de Tacural
En el mes de noviembre se realiza la Gran Campana de Cristal, Fiesta declarada provincial

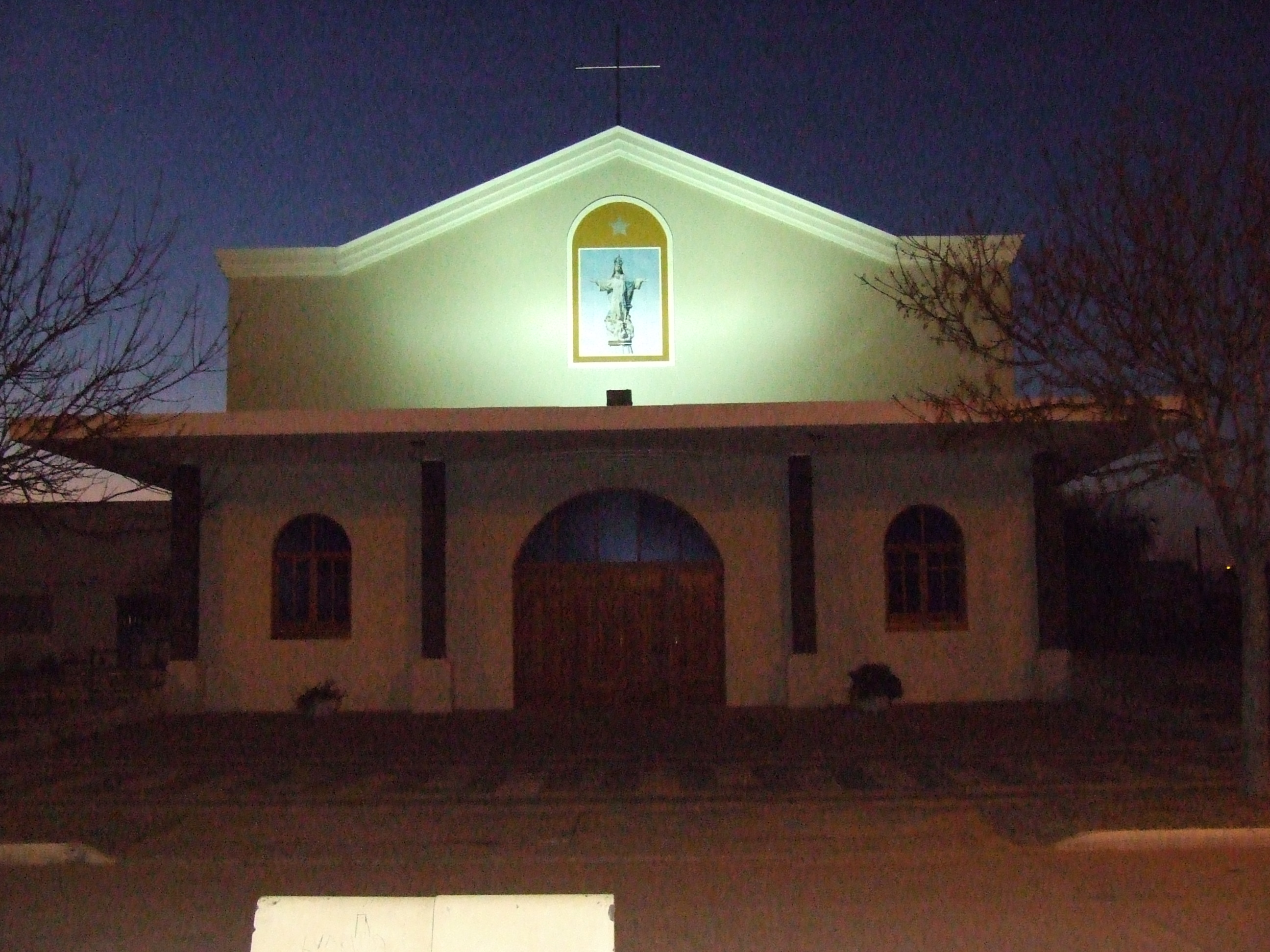
Parroquia

## Deporte
El único club de la localidad es el Club Deportivo Tacural, donde se desarrollan deportes como fútbol, básquet, tenis, pádel, patín artístico, bochas y vóley.
El club se encuentra jugando en la zona A de la Liga Rafaelina de Futbol, donde se consagró campeón absoluto en el año 2018.

## Parroquias de la Iglesia católica en Tacural
| Diócesis  | Rafaela                       |
| --------- | ----------------------------- |
| Parroquia | Nuestra Señora de la Asunción |